# 芬兰湖区

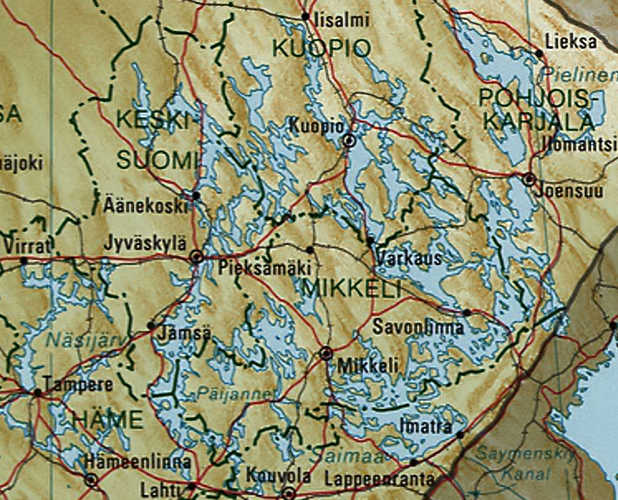
芬兰湖区地图

芬兰湖区（芬蘭語：Järvi-Suomi），是芬兰地理上按地貌划分的四个区域之一，也是最大的一个。
湖区内多山，被森林覆盖，并有很多鼓丘和蛇形丘。这两种丘陵都是一万年前冰盖消退时冲刷表面地形而形成的冰川遗迹。
芬兰湖区的湖底盆地是由风化作用和岩床中的断层侵蚀共同形成的。侵蚀而导致地面下沉发生在第四纪冰河时期及之前。在断层中的侵蚀形成了湖泊中的线性湖湾和入口。

## 湖区范围

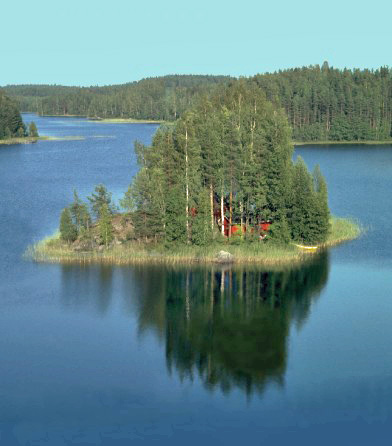
湖中岛上的夏季木屋

芬兰湖区包括芬兰中部及东部大部分地区，南边以薩爾保斯冰磧嶺为界。这些薩爾保斯冰磧嶺为终碛，围护着上千个被多山林带分开来的湖泊。湖区的西边及西北边为芬兰海岸区域，北边为芬兰高地区域。湖区地貌朝东延续，并扩展至俄罗斯（卡累利阿地峽和卡累利阿共和国）。